# Ochsenauge
Ochsenaugen (česky Volské oči) nebo též Vogelnestli (česky Ptačí hnízda) jsou sladké pečivo vyráběné ve Švýcarsku a Německu. Základem tohoto pečiva je kolečko vykrojené z jemné hnětýnky z křehkého těsta vyválené na tloušťku asi 3 mm. Na vykrájená kolečka se nanese cukrářským pytlíkem se zdobící špičkou ve tvaru hvězdy prstenec z mandlové hmoty. Ta je směsí mletých mandlí, cukru, vaječných bílků a případně citronové kůry. Hmota se nanáší tak, aby ozdobný okraj vykrojeného kolečka byl po upečení vidět. Mandle bývají někdy nahrazeny lískovými oříšky. Po upečení a řádném vychladnutí se doprostřed prstence z mandlové hmoty nalije marmeláda a nechá se ztuhnout. Někdy jsou používány marmelády jednodruhové, jindy vícedruhové, čímž se dosahuje barevného efektu (červená, žlutá nebo zelená marmeláda), kdy má každé volské oko jinou barvu.
Pečení je někdy z důvodu dosažení lepších vlastností mandlového prstence (například z důvodu použití menšího množství cukru) rozděleno do dvou fází. V první fázi je předpečeno vykrojené kolečko z křehkého těsta. Po vychladnutí je na něj aplikován prstenec z mandlové (lískooříškové) hmoty, který se nechá do druhého dne zaschnout. Poté se vše upeče. Tím je prstenec na povrchu křupavý a uvnitř vláčný.